# وارن (پنسیلوانیا)
وارن (به انگلیسی: Warren) شهری در ایالت پنسیلوانیا کشور ایالات متحده آمریکا است که جمعیت آن در سرشماری سال ۲۰۱۰ میلادی، ۹٬۷۱۰ نفر بوده‌است.